# NGC 6081
NGC 6081 في الفهرس العام الجديد، هي مجرة، تقع في كوكبة الجاثي. اكتشفت في 26 يوليو 1870 بواسطة إدوارد ستيفان.

## روابط خارجية
- NGC 6081 على موقع ويكي سكاي: DSS2, SDSS, GALEX, IRAS, Hydrogen α, X-Ray, Astrophoto, Sky Map, Articles and images